# 團結體育館
團結體育館，原名泰倫拿體育館，位在挪威阿克什胡斯郡貝魯姆，是一個多功能室內場館。用途多是足球比賽。而在開幕前一年2008年9月時，挪威電信公司「Telenor」取得了命名的權利，這也是球館2024年前所使用名稱的來源。
泰倫拿體育館也在2010年5月時作為2010年歐洲歌唱大賽賽館。在作為足球賽用途時，該場館座位為15600個，但作為演唱會現場時則可提升到25000個位子。

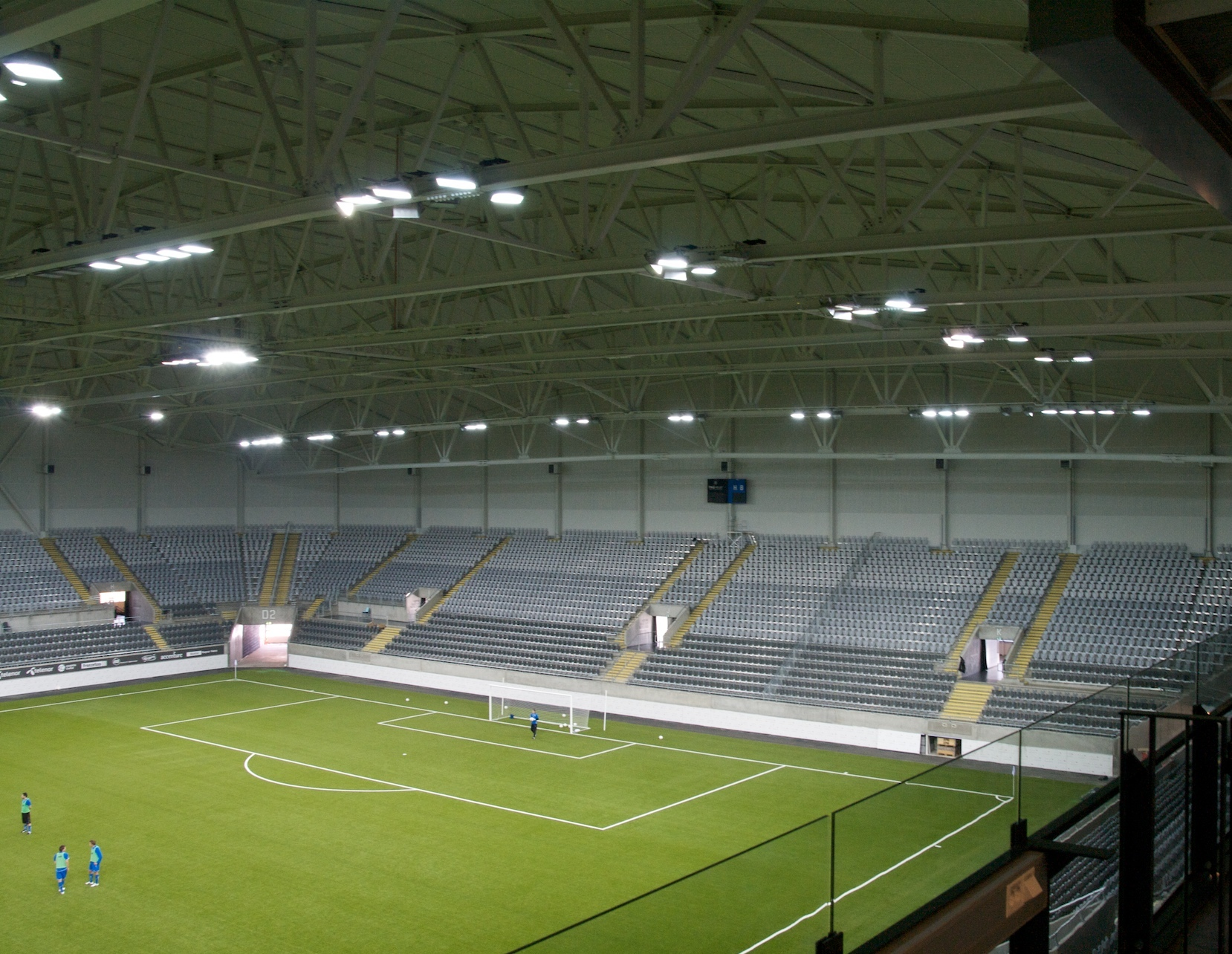
泰倫拿體育館內部

## 外部連結
- 官方網站 （页面存档备份，存于） （挪威文）